# Finale della UEFA Champions League 2006-2007
La finale della 52ª edizione della Champions League  è stata disputata il 23 maggio 2007 allo Stadio Olimpico di Atene tra Milan e Liverpool. All'incontro hanno assistito circa 64 000 spettatori. La partita, arbitrata dal tedesco Herbert Fandel, ha visto la vittoria per 2-1 del club meneghino.

## Le squadre
| Squadre   | Partecipazioni precedenti (il grassetto indica la vittoria)     |
| --------- | --------------------------------------------------------------- |
| Milan     | 10 (1958, 1963, 1969, 1989, 1990, 1993, 1994, 1995, 2003, 2005) |
| Liverpool | 6 (1977, 1978, 1981, 1984, 1985, 2005)                          |

## Il cammino verso la finale
Il Milan ha esordito al terzo turno preliminare contro la Stella Rossa vincendo con un risultato complessivo di 3-1. La fase a gironi, nella quale era testa di serie del gruppo H composto da Lilla, AEK Atene e Anderlecht, è stata superata con qualche difficoltà ma si è comunque guadagnato il primo posto totalizzando 10 punti. Agli ottavi hanno incontrato gli scozzesi del Celtic, riuscendo a superarli solo ai tempi supplementari per 1-0. Ai quarti i rossoneri hanno pescato nel sorteggio i tedeschi del Bayern Monaco, che dopo aver pareggiato 2-2 a Milano vengono sconfitti all'Allianz Arena per due reti a zero. In semifinale i diavoli hanno di fronte i red devils, il Manchester United di Alex Ferguson. Nel match d'andata all'Old Trafford i padroni di casa hanno avuto la meglio, vincendo 3-2 e ribaltando il vantaggio milanista. A San Siro un Milan perfetto ha la meglio sugli avversari vincendo 3-0.
Il Liverpool ha superato agilmente la fase a gironi, nella quale era testa di serie del gruppo C composto da PSV, Bordeaux e Galatasaray. Con 13 punti e 11 reti si è guadagnato il primo posto. Agli ottavi hanno incontrato i campioni in carica del Barcellona, riuscendo ad avere la meglio sui catalani grazie alla regola dei gol fuori casa vincendo 2-1 al Camp Nou e perdendo 1-0 ad Anfield. Ai quarti ha ritrovato il PSV e l'ha liquidato con un 4-0 complessivo. In semifinale c'è stato il derby inglese col Chelsea, che si è risolto favorevolmente al Liverpool solo nella gara di ritorno ai tiri di rigore.

## La partita

### Primo tempo
Milan e Liverpool si ritrovano di fronte due anni dopo la rocambolesca finale di Istanbul che vide trionfare i reds. Il primo tempo non offre grandissime emozioni, con pochi tiri in porta e per lo più lanci lunghi che non impensieriscono più di tanto le rispettive retroguardie. All'inizio il Liverpool si rende pericoloso dopo un controllo sbagliato di Jankulovski che regala palla a Pennant, che penetra in area di rigore e da pochi metri tira ma trova una miracolosa respinta di Dida, e poi Nesta spazza via. Poi Kaká prova un tiro dalla distanza che rimbalza e diventa di facile presa di Reina. Pennant serve un cross per Gerrard che dal limite d'area controlla il pallone di petto e tira, ma il pallone svirgola abbondantemente sul fondo. Ad un certo punto vi è una rocambolesca azione, dove Kujit si inserisce in area, ma trova la chiusura di Maldini, poi Zenden, tenta un cross basso ma viene murato, la palla finisce nei piedi di Xabi Alonso che prova dalla distanza e il suo tiro termina poco a lato. Poi il Milan ha la prima sua azione pericolosa dopo un dominio del Liverpool, con un fallo procurato da Kaká e commesso da Xabi Alonso (tra l'altro Benítez ordinò rigorosamente ai suoi giocatori di non commetere fallo da vicino l'area, a causa della pericolosità del Milan nei calci piazzati). Proprio nel momento in cui sembra che la prima frazione si stia per concludere sullo 0-0, il calcio di punizione di Andrea Pirlo trova la deviazione decisiva di Filippo Inzaghi e si insacca alle spalle di Pepe Reina.

### Secondo tempo
Il secondo tempo prosegue senza troppi sussulti; il Milan mantiene il vantaggio senza soffrire troppo, il Liverpool non si rende particolarmente pericoloso, tranne qualche eccezione. Il Milan si procura un altro calcio di punizione pericoloso, di nuovo procurato da Kaká e stavolta commesso inguenuamente da Carragher che in vantaggio sul pallone si ferma ed è costretto a fare fallo per fermare Kakà che gli stava scappando via e viene ammonito. Pirlo si appresta a battere ma il pallone termina alto. Poi il Liverpool ha un'occasione d'oro dopo un grave passaggio sbagliato di Gattuso che regala palla a Gerrard, che vince un doppio rimpallo con Nesta e va solo in area di rigore. il Liverpool sembra aver trovato il meritato pareggio, ma Dida compie il suo secondo miracolo dopo quello su Pennant nel primo tempo, stavolta bloccando il pallone. Poi Riise prova un tiro dalla distanza molto impreciso che non trova lo specchio della porta e si spegne sul fondo. Bisogna attendere quasi quaranta minuti per assistere alla rete che porta ancora la firma di Inzaghi, il quale, servito da Kaká, scatta sul filo del fuorigioco, induce Reina a uscire sull'esterno e con un diagonale morbido realizza il 2-0. Successivamente il neo entrato Crouch che resiste alla marcatura stretta dei difensori rossoneri e tira da fuori forte ma centrale e Dida con un mano mette la palla in corner. Il Liverpool riesce ad accorciare le distanze con Dirk Kuijt, che segna di testa in corner. Nei minuti finali, Reina batte un fallo procurato da Agger e commesso da Gilardino. Mette in mezzo ma Maldini mette fuori di testa, poi Gerrard prova da lontano dopo un controllo di petto ma viene murato di tacco da un attento Nesta, poi Xabi Alonso non riesce a servire Arbeloa, perché la palla finisce fuori rimbalzando per terra. Dopo i tre minuti di recupero, l'arbitro tedesco Fandel decreta la fine della gara. Il Milan è campione d'Europa per la settima volta, la seconda con Carlo Ancelotti in panchina, quattro anni dopo il trionfo di Manchester contro la Juventus di Marcello Lippi.

## Tabellino
| Arbitro: | Herbert Fandel |

|                  |           |           |
| Inzaghi 45’, 82’ | Marcatori | 89’ Kuijt |

| Milan | Liverpool |

| Milan (4-4-2)   |    |                   |     |       |
|                 |    |                   |     |       |
| P               | 1  | Dida              |     |       |
| D               | 44 | Massimo Oddo      |     |       |
| D               | 13 | Alessandro Nesta  |     |       |
| D               | 3  | Paolo Maldini     |     |       |
| D               | 18 | Marek Jankulovski | 54’ | 80’   |
| C               | 8  | Gennaro Gattuso   | 40’ |       |
| C               | 21 | Andrea Pirlo      |     |       |
| C               | 23 | Massimo Ambrosini |     |       |
| C               | 10 | Clarence Seedorf  |     | 90+2’ |
| A               | 22 | Kaká              |     |       |
| A               | 9  | Filippo Inzaghi   |     | 88’   |
| A disposizione: |    |                   |     |       |
| P               | 16 | Željko Kalac      |     |       |
| D               | 2  | Cafu              |     |       |
| D               | 4  | Kakha Kaladze     |     | 80’   |
| D               | 19 | Giuseppe Favalli  |     | 90+2’ |
| C               | 27 | Serginho          |     |       |
| C               | 32 | Cristian Brocchi  |     |       |
| A               | 11 | Alberto Gilardino |     | 88’   |
| Allenatore:     |    |                   |     |       |
| Carlo Ancelotti |    |                   |     |       |

| Liverpool (4-2-3-1) |    |                   |     |     |
|                     |    |                   |     |     |
| P                   | 25 | José Manuel Reina |     |     |
| D                   | 3  | Steve Finnan      |     | 88’ |
| D                   | 23 | Jamie Carragher   | 60’ |     |
| D                   | 5  | Daniel Agger      |     |     |
| D                   | 6  | John Arne Riise   |     |     |
| C                   | 14 | Xabi Alonso       |     |     |
| C                   | 20 | Javier Mascherano | 58’ | 78’ |
| C                   | 16 | Jermaine Pennant  |     |     |
| C                   | 8  | Steven Gerrard    |     |     |
| C                   | 32 | Boudewijn Zenden  |     | 59’ |
| A                   | 18 | Dirk Kuijt        |     |     |
| A disposizione:     |    |                   |     |     |
| P                   | 1  | Jerzy Dudek       |     |     |
| D                   | 2  | Álvaro Arbeloa    |     | 88’ |
| D                   | 4  | Sami Hyypiä       |     |     |
| C                   | 7  | Harry Kewell      |     | 59’ |
| C                   | 11 | Mark González     |     |     |
| A                   | 15 | Peter Crouch      |     | 78’ |
| A                   | 17 | Craig Bellamy     |     |     |
| Allenatore:         |    |                   |     |     |
| Rafael Benítez      |    |                   |     |     |

|  |